# 瓦列里娅·特先科
瓦列里娅·叶夫根尼芙娜·特先科（烏克蘭語：Валерія Євгенівна Тищенко，2004年11月14日—），乌克兰女子花样游泳运动员，2022年世界游泳锦标赛自由组合、焦点自选金牌得主和集体自由自选银牌得主、2023年世界游泳锦标赛集体自由自选铜牌得主。